# Динозе
Динозе (фр. Dinozé) је насељено место у Француској у региону Лорена, у департману Вогези.
По подацима из 2011. године у општини је живело 568 становника, а густина насељености је износила 196,54 становника/km².

## Демографија
| 1962. | 1968. | 1975. | 1982. | 1990. | 2011. |
| ----- | ----- | ----- | ----- | ----- | ----- |
| 399   | 405   | 374   | 430   | 468   | 568   |